# أنيتا زوكر
أنيتا زوكر (بالإنجليزية: Anita Zucker)‏ (من مواليد عام 1952) هي سيدة أعمال ومليارديرة وفاعلة أعمال خير أمريكية. تعتبر زوكر المرأة الأولى منذ عام 2013 التي تشغل منصب الرئيس لشركة خليج هدسون.

## حياتها المُبكرة
تخرجت أنيتا غولدبرغ زوكر، وهي ابنة الناجين من الهولوكوست، من جامعة فلوريدا وحصلت على درجة الماجستير في الآداب من جامعة شمال فلوريدا.

## حياتها المهنية
زوكر هي أرملة الرئيس التنفيذي لشركة خليج هدسون، جيري زوكر، حيث تولّت رئاسة الشركة بعد وفاة زوجها.
تمتلك زوكر قصر كارولينا للجليد وهو جزء من فريق هوكي الجليد في كارولينا الجنوبية.
أصبحت زوكر اعتبارًا من سبتمبر 2013 واحدة من أغني 554 شخصًا في العالم، ومن أغنى 194 شخصًا في الولايات المتحدة، حيث تقدر ثروتها بـ 2.6 مليار دولار أمريكي. تعتبر زوكر هي المليارديرة الوحيدة التي تعيش في ولاية كارولينا الجنوبية. أنجبت زوك ثلاثة أطفال: جوناثان زوكر، وأندريا موزين وجيفري زوكر، ويعيشون جميعًا في تشارلستون بولاية كارولاينا الجنوبية.

## حياتها السياسية
زوكر هي عضو في الحزب الجمهوري حيث أيدت ميت رومني في انتخابات الرئاسة الأمريكية في يناير 2012.

## أعمال الخير
حصلت زوكر على عضوية في مجلس إدارة مؤسسة المجتمع الساحلي وترايدنت يونايتد واي، وهي أيضًا عضو في مجلس أمناء مؤسسة ساول أليكساندر وصندوق الهبات اليهودية. عملت زوكر في مجالس إدارة غرفة تجارة مترو تشارلستون، ومؤسسة MUSC، ومدرسة بورتر-غاود.
تبرعت زوكر في نوفمبر 2014 بمبلغ 4 ملايين دولار إلى الكلية العسكرية في كارولينا الجنوبية لبرامج التعليم. وفي المقابل، أطلقت الكلية على مدرسة التعليم التابعة لها اسم عائلة زوكر، وهي أول مدرسة من خمس مدارس تابعة للكلية تُسمى باسم أحد كبار المانحين.

## حياتها الشخصية
تزوجت أنيتا من جيري زوكر، وأنجبا ثلاثة أطفال، جوناثان زوكر، وأندريا موزين وجيفري زوكر. تعيش أنيتا في تشارلستون، بولاية كارولاينا الجنوبية.